# Battaglia di Focea
La battaglia di Focea fu un importante scontro navale che ebbe luogo il 12 maggio 1649, nel porto di Focea, nei pressi di Smirne, tra una forza veneziana di diciannove navi da guerra al comando di Giacomo da Riva, e una forza ottomana di undici navi da guerra, dieci galeazze, e settantadue galee, con la battaglia che portò a una schiacciante vittoria per la flotta veneziana. La battaglia fu un episodio della guerra di Candia dal 1645 al 1669 tra la Repubblica di Venezia (insieme ai suoi alleati, i Cavalieri di Malta, il Regno di Francia e lo Stato Pontificio) e l'Impero Ottomano per il dominio di vari territori nel Mar Mediterraneo. La guerra fu una di una serie di guerre tra le due potenze belligeranti, che si contendevano il controllo delle rotte commerciali adriatiche e mediterranee. Il principale territorio conteso durante la guerra fu Creta, il più vasto e redditizio dei possedimenti d'oltremare della Repubblica di Venezia. La battaglia si è svolta dopo che uno squadrone di navi veneziane al comando di Giacomo da Riva, un ammiraglio veneziano, venne in soccorso del blocco navale veneziano nello Stretto dei Dardanelli, dopo che il blocco aveva subito delle condizioni meteorologiche inaspettate e affondarono molte navi.
L'ammiraglio da Riva si mosse per ingaggiare battaglia con la flotta ottomana, tentando di impedire loro di navigare verso Creta e per rinforzare le forze ottomane che stavano assediando l'isola. Per rafforzare la sua flotta prima di ingaggiare gli ottomani, da Riva assoldò diversi mercantili armati inglesi e olandesi, promettendo ai loro capitani che li avrebbe risarciti per eventuali danni o perdite subiti. La flotta veneziana salpò verso il porto, con l'intenzione di distruggere la flotta ottomana mentre era ancora intrappolata dentro. Quando gli ottomani videro che la flotta veneziana avanzava, posero dieci galeazze davanti all'imboccatura del porto per coprire le altre navi. I veneziani sfondarono facilmente le galeazze e iniziarono un intenso combattimento che durò per quattro ore, con le navi da guerra veneziane (e quelle assoldate) che ingaggiarono la flotta ottomana, travolgendole facilmente con una potenza di fuoco superiore. Gli ottomani misero in piedi una vigorosa difesa, ma non riuscirono ad impedire ai veneziani di distruggere una parte significativa della loro flotta. Nonostante la vittoria schiacciante, non fu completa e le forze navali ottomane furono in grado di salpare per Creta per portare rinforzi, con Creta che fu conquistata dagli Ottomani due decenni dopo.

## Antefatti
Dopo la perdita di Cipro nella quarta guerra ottomano-veneziana (1570–1573), l'isola di Creta (il "Regno di Candia") era l'ultimo grande possedimento d'oltremare della Repubblica di Venezia. La sua importante posizione strategica ne faceva un obiettivo ovvio per la futura espansione ottomana, mentre le sue dimensioni e il terreno fertile, insieme al cattivo stato delle sue fortezze, ne facevano una preda più allettante di Malta. Da parte veneziana, la Serenissima, con la sua debolezza militare e la grande dipendenza dal commercio ininterrotto, era attenta a non provocare gli ottomani. Venezia osservò scrupolosamente i termini del suo trattato con gli Ottomani, assicurando oltre sessant'anni di relazioni pacifiche. All'inizio del XVII secolo, inoltre, il potere veneziano era notevolmente diminuito. La sua economia, che un tempo aveva prosperato grazie al controllo sul commercio delle spezie orientali, aveva risentito dell'apertura delle nuove rotte commerciali atlantiche, e della perdita dell'importante mercato tedesco a causa della Guerra dei Trent'anni. Nel 1645 scoppiò la guerra quando le forze ottomane si mossero per catturare Creta ai veneziani.

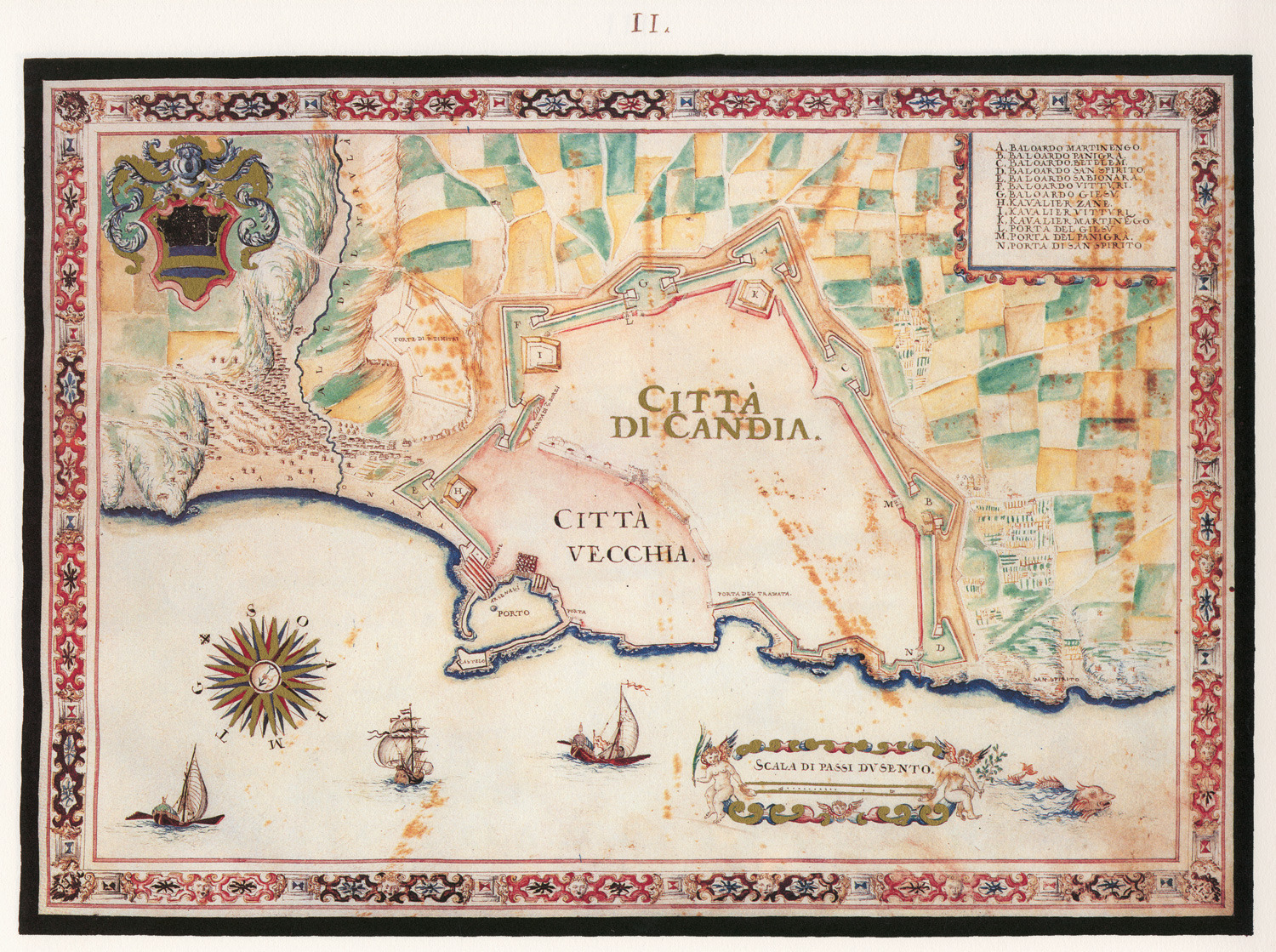
Stampa veneziana della città di Candia, di Francesco Basilicata

Ad una flotta veneziana era stato ordinato di bloccare lo Stretto dei Dardanelli dall'aprile del 1648. Il 19 novembre, la maggior parte della flotta si ritirò, lasciando tredici navi da guerra, sotto il comando di da Riva per mantenere il blocco. Nella primavera del 1649, fu raggiunto da Bertucci Civran con altre sette navi da guerra, portando la forza totale della flotta a diciannove navi da guerra, poiché aveva perso una nave da guerra a causa del maltempo nei mesi precedenti. All'inizio di maggio, la flotta ottomana apparve in direzione di Istanbul. Solo due delle navi di da Riva riuscirono effettivamente a ingaggiarli e, nel caos che ne seguì, la flotta ottomana riuscì ad uscire indenne dallo Stretto e si diresse verso sud. Giacomo da Riva, schierando la sua flotta, ordinò loro di seguire e riuscì ad intrappolare con successo la flotta ottomana nel porto di Focea, sulla terraferma. Molte delle navi veneziane furono noleggiate come mercantili armati olandesi o inglesi, e da Riva dovette promettere di risarcire i loro capitani per qualsiasi danno, poiché da Riva si rese conto che i capitani olandesi o inglesi non sarebbero stati disposti a rischiare le loro navi a meno che non sapessero che sarebbero stati adeguatamente compensati per i loro sforzi. Il 12 maggio, da Riva ordinò alla sua flotta di entrare nel porto e attaccare le navi ottomane all'ancora.

## La Battaglia

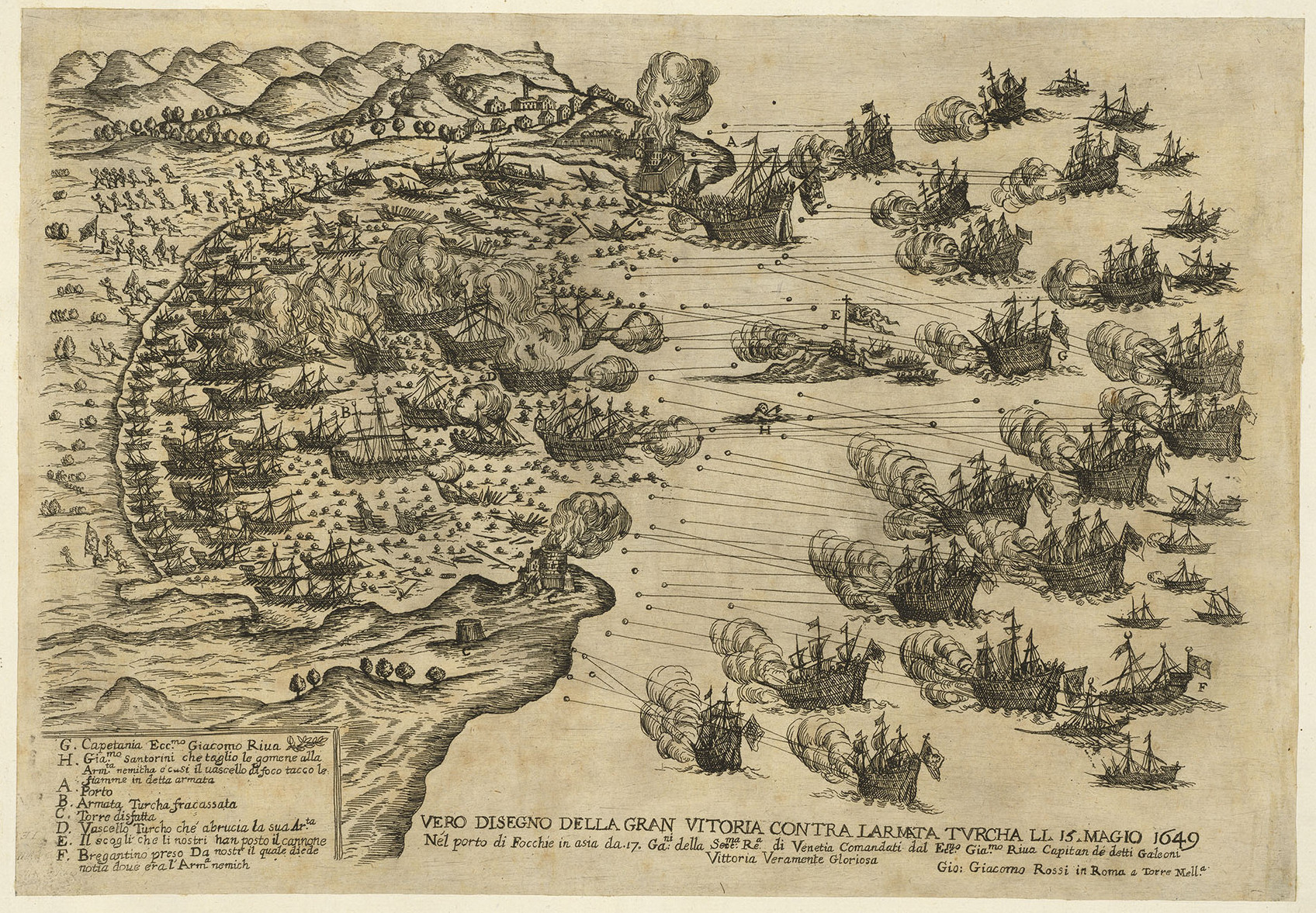
Battaglia di Focea, 1649, di Giovanni Giacomo de Rossi

Alla guida dell'azione dalla sua nave ammiraglia, la Rotta Fortuna, da Riva condusse la sua in porto. Le navi da guerra veneziane più grandi e più alte schiantarono facilmente le galee e la minuscola quantità di cannoni che una singola galea poteva trasportare non poteva competere con le dozzine di cannoni trasportati dalle navi da guerra veneziane. Tre galee furono distrutte, mentre le altre furono danneggiate e disperse, lasciando libera la strada per il porto. Le navi da guerra, una per una, entrarono nel porto e iniziarono a ingaggiare le navi da guerra ottomane, con l'obiettivo di usare il loro schiacciante potere per catturare le navi da guerra e affondare le galee, che trasportavano solo pochi cannoni. Le navi da guerra si mossero per impegnarsi, poiché potevano resistere alla bordata di quelle veneziane in uno scontro uno contro uno. Tuttavia, da Riva rimase senza una nave da guerra durante lo scontro, poiché il capitano dell'Esperienza si rifiutò di entrare in porto, tenendo invece il mare aperto e raggiungendo la flotta solo il giorno successivo. Durante l'azione, la flotta ottomana fu lentamente sopraffatta e distrutta, poiché gli equipaggi non si dimostrarono all'altezza di quelli veneziani, inglesi e olandesi in termini di abilità di artiglieria e abilità marinaresca, con molti che abbandonarono le loro navi mentre affondavano nel porto.
Una volta che la battaglia sembrava essere chiaramente a favore dei veneziani, da Riva ordinò agli uomini delle sue navi di incendiare e bruciare le navi ottomane che affondavano, poiché c'era ancora il rischio che potessero essere rimesse a galla, ed essendo impossibile essere rimorchiate fuori dal porto. In un evento insolito durante uno scontro navale, i galeotti di una delle galee ottomane riuscirono a sopraffare il suo equipaggio e a remare verso una nave da guerra veneziana, dopo di che gli schiavi liberati si arresero prontamente alla galea. Due delle navi da guerra più piccole, la San Bartolamio e la Francese, furono abbandonate dal loro equipaggio a causa dei danni subiti dalle cannonate ottomane. Il San Bartolamio riuscì a essere riconquistato con successo dall'equipaggio della Tre Re, mentre il Francese andò alla deriva sulla riva e fu incendiato e distrutto dai soldati ottomani mentre si arenava. Quando l'azione fu conclusa,  da Riva osservò la scena per vedere un successo spettacolare: nove navi da guerra bruciate, tre galee bruciate, due galee bruciate e una di ogni tipo catturata. Tuttavia, a mezzanotte, il vento cambiò e gli incendi appiccati dai veneziani minacciarono di bruciare le proprie navi da guerra fino alla linea di galleggiamento. Vedendo ciò, da Riva diede l'ordine di ritirarsi, e l'azione si concluse.

## Conseguenze

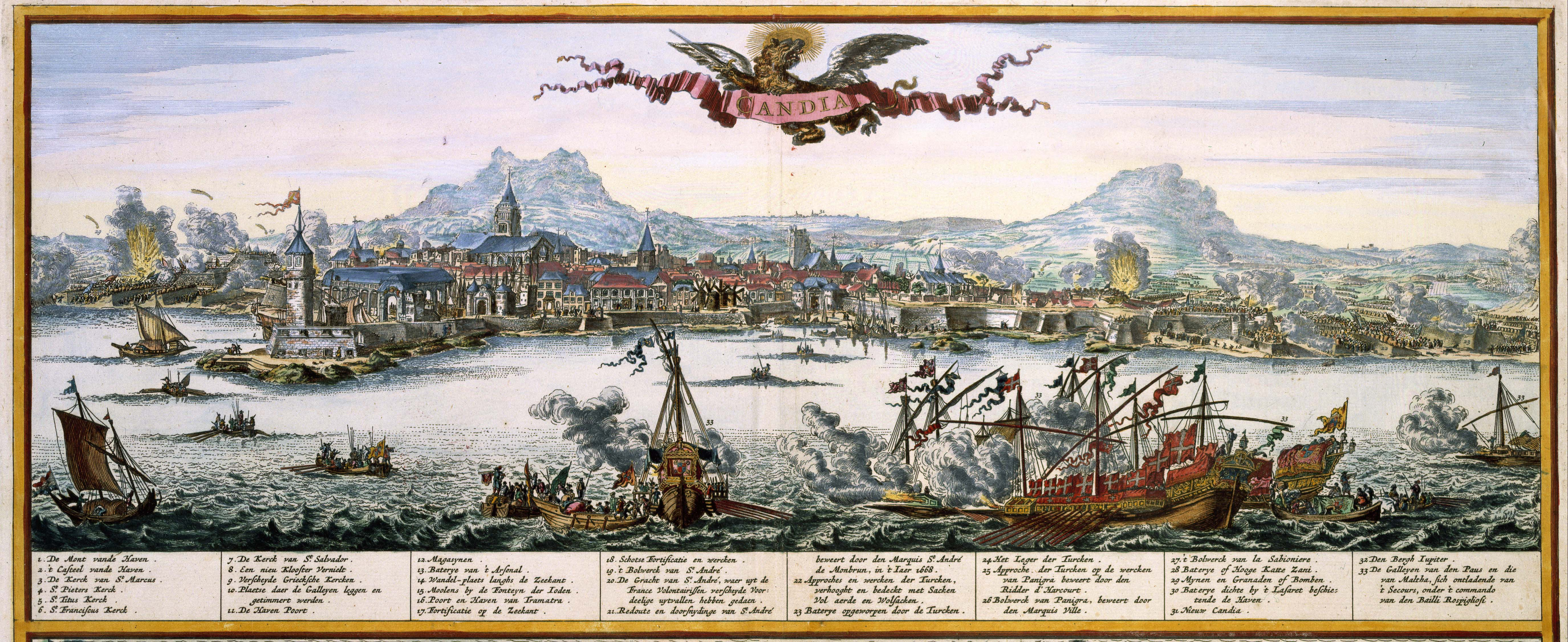
Un'incisione olandese dell'Assedio di Candia, di Nicolaes Visscher II

In totale, la flotta veneziana perse 105 uomini uccisi o feriti, insieme a una nave da guerra distrutta, bruciata dagli Ottomani dopo essere stata abbandonata sulla costa. La flotta veneziana subì un'altra perdita appena dieci giorni dopo - la James, che aveva catturato la galea durante la battaglia e fu disalberata durante i combattimenti - affondò a causa del maltempo a causa dei danni subiti durante la battaglia. Le perdite per la flotta ottomana furono devastanti, sebbene non assolute: avevano ancora una nave da guerra, sette galee e sessantanove galee ancora intatte insieme ai loro equipaggi. La ragione per cui così tante navi sopravvissero era dovuta al vento che allontanava la direzione delle fiamme dal resto della flotta ottomana e causava il ritiro della flotta veneziana. Nei giorni successivi all'azione, da Riva non tentò di dare seguito alla sua vittoria, ma dopo aver atteso nei pressi di Focea ordinò alla sua flotta di salpare verso il Golfo di Smirne, dove sperava di impedire alle navi cristiane di entrare in servizio nella marina ottomana. Non riuscendo ad avvistare alcuna nave, da Riva ordinò invece alla sua flotta di salpare verso Creta, per collegarsi con il capitano generale Alvise Mocenigo, al quale da Riva aveva scritto una lettera quando aveva visto la flotta ottomana lasciare lo stretto dei Dardanelli.
Il 23 maggio, da Riva, insieme alla sua flotta raggiunse Nixa, aspettando lì per sei giorni fino a quando Mocenigo si unì a lui. Mocenigo portò con sé da Creta quattro navi da guerra, sei galee e ventuno galere. Mocenigo dissuase da Riva dal lanciare pattuglie nella regione alla ricerca di navi ottomane, mantenendo invece la loro posizione e impedendo a qualsiasi forza ottomana significativa di raggiungere Chania. All'inizio di giugno, il Kapudan Pasha partì per Rodi, unendo le navi che non erano state distrutte in una flotta più grande. A questa flotta si unirono navi da guerra e galee provenienti dall'Egitto e dagli Stati barbareschi e raggiunse una dimensione di ottantatré galee e settantaquattro navi da guerra, insieme a innumerevoli navi più piccole come sciabecchi e cannoniere. Alla fine di giugno la sua flotta arrivò a Tine, e da lì salpò verso Milone in preparazione per l'ultimo viaggio a Chania. Nello stesso periodo, da Riva era di stanza a Santorini, ma era in grado di navigare fino a Milo per intercettare la flotta ottomana. Tuttavia, nessuna delle due flotte era disposta a rischiare uno scontro totale, ed entrambe le parti si ritirarono, la flotta ottomana permise di navigare indisturbata verso Chania. La flotta fu in grado di assistere nell'assedio in corso, che alla fine cadde in mano agli Ottomani nel 1669, ponendo fine alla guerra a loro favore.